# (9346) Fernandel
(9346) Fernandel (1991 RN11) – planetoida z pasa głównego asteroid okrążająca Słońce w ciągu 3,79 lat w średniej odległości 2,43 j.a. Odkryta 4 września 1991 roku.